# 艾爾斯伯勒 (緬因州)
艾爾斯伯勒（英語：Islesboro）是一個位於美國緬因州瓦多縣的鎮。

## 人口
根據2020年美國人口普查的數據，艾爾斯伯勒的面積為178.40平方千米，當中陸地面積為37.01平方千米，而水域面積為141.39平方千米。當地共有人口583人，而人口密度為每平方千米3人。